# Луций Скрибоний Либон (трибун 216 пр.н.е.)
Вижте пояснителната страница за други личности с името Луций Скрибоний Либон.
Луций Скрибоний Либон (на латински: Lucius Scribonius Libo) е политик на Римската република през 3 век пр.н.е.

## Биография
Произлиза от плебейската фамилия Скрибонии, клон Либон.
През 216 пр.н.е. той е народен трибун заедно с Квинт Бебий Херений и Марк Минуций Авгурин. Тази година Ханибал разбива римската войска в Битката при Кана.
Луций Либон изработва закон за стабилизирането на банковите комисионери triumviri mensarii (216 пр.н.е.) заедно с колегата си Марк Минуций Авгурин и с iIIviri mensarii-те Луций Емилий Пап (консул 225 пр.н.е. и цензор 220 пр.н.е.), Марк Атилий Регул (консул 227 пр.н.е.).
Баща е на Луций Скрибоний Либон (претор 204 пр.н.е.). Прародител е на Скрибония, втората съпруга на император Октавиан Август.